# Cisco (Illinois)
Pour les articles homonymes, voir Cisco (homonymie).
Cisco est un village situé à l'est du comté de Piatt dans l'Illinois, aux États-Unis,. Il est incorporé le 26 septembre 1901.

## Démographie
Lors du recensement de 2010, le village comptait une population de 261 habitants. Elle est estimée, en 2016, à 257 habitants.

### Source de la traduction
- (en) Cet article est partiellement ou en totalité issu de l’article de Wikipédia en anglais intitulé « Cisco, Illinois » (voir la liste des auteurs).